# دومينيك رينيرت
دومينيك رينيرت (بالألمانية: Dominik Reinert)‏ هو لاعب كرة قدم ألماني في مركز الدفاع، ولد في 13 أكتوبر 1991 في دويسبورغ في ألمانيا. لعب مع نادي دويسبورغ.

## وصلات خارجية
- دومينيك رينيرت على موقع قاعدة بيانات كرة القدم.إي يو (الإنجليزية)
- دومينيك رينيرت على موقع عالم كرة القدم.نت (الإنجليزية)